# Calliostoma laugieri
Calliostoma laugieri is een slakkensoort uit de familie van de Calliostomatidae. De wetenschappelijke naam van de soort is voor het eerst geldig gepubliceerd in 1826 door Payraudeau.